# Robin Huw Bowen
Pour les articles homonymes, voir Bowen.
Robin Huw Bowen, né à Liverpool en 1957 est un musicien, harpiste gallois, donc britannique, son jeu avec la harpe triple lui vaut une grande réputation.

## Biographie
Né de parents parlant gallois, Robin Huw Bowen apprend d'abord à jouer du piano, puis de la simple harpe celtique, à l'école. Il est inspiré par le harpiste breton, Alan Stivell. En 1979, il  obtient un diplôme en langue et littérature galloises à University College d'Aberystwyth. Bowen travaille alors à la Bibliothèque nationale galloise. 
Il découvre la harpe triple avec les frères Dafydd et Gwyndaf Roberts qui jouent de l'instrument avec Ar Log (en), un  groupe gallois traditionnel, eux-mêmes ont bénéficié de la formation de Nansi Richards (en), le dernier des harpistes gitans gallois. Robin publie, en créant sa maison d'édition, d'anciens airs gallois qu'il a retrouvés à la Bibliothèque nationale galloise. Il joue  durant plusieurs années dans des orchestres locaux. C'est en 1986 qu'il quitte la Bibliothèque nationale pour devenir un triple harpiste à temps plein. Il intègre le groupe traditionnel gallois de Siwsann George Mabsant. Puis, en 1989,  il joue en solo ou avec le duo vocal Cusan Tân. Il participe à de nombreuses reprises au Festival interceltique de Lorient qui le présente ainsi : "sa façon de jouer représente l'âme même de la tradition musicale galloise et, au cours de sa carrière professionnelle de plus de trente ans, il a présenté la triple harpe galloise et sa musique à des milliers de spectateurs partout dans le monde. Son influence sur le monde de la musique folk et de la harpe galloise est considérable, et il fait partie des figures les plus importantes que la tradition folk galloise ait jamais produite".
En 2000 il reçoit  la médaille Owain Glyndŵr pour "une contribution exceptionnelle aux arts au Pays de Galles".

## Discographie
1991 Telyn Berseiniol Fyn Ngwlad 
1991 The Sweet Harp of My Land
1994 Hela'r Draenog: Telyn Sipsi Cymru / Hunting the Hedgehog: The Gypsy Harp of Wales

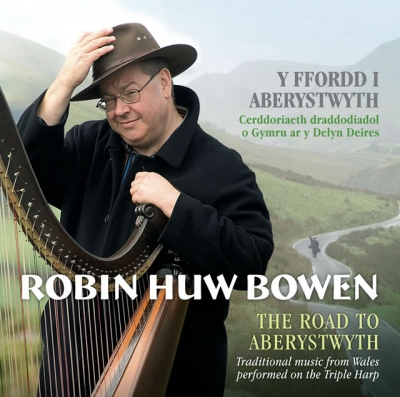
Pochette de Y Ffordd I Aberystwyth, The Road To Aberystwyth

1999 Old Hearth
2007 The Road to Aberystwyth